# Risoba ochracea
Risoba ochracea är en fjärilsart som beskrevs av Louis Beethoven Prout 1922. Risoba ochracea ingår i släktet Risoba och familjen trågspinnare. Inga underarter finns listade.